# Cumberland, Indiana
Cumberland är en stad (town) i Hancock County, och  Marion County, i delstaten Indiana, USA. Enligt United States Census Bureau har staden en folkmängd på 5 211 invånare (2011) och en landarea på 5,3 km².